# Karmen Geï
Karmen Geï es una película del año 2001.

## Sinopsis
En el patio central de la cárcel de Gore, las presas y las guardias, todas vestidas con sus mejores galas, tocan con improvisados instrumentos de percusión el famoso “N’Dei Gei”, de Doudou N’Diaye Rose, el gran virtuoso de la percusión. Marcando los once golpes de la percusión con once provocativos movimientos de caderas, Karmen invita a la directora a bailar. Esta, sorprendida, duda un instante antes de situarse en el centro del círculo. Las dos se lanzan a un baile de gran belleza, embelesando a las compañeras de Karmen. Bajo los rayos del sol poniente, el círculo se ve envuelto en una nube de polvo dorado y los cuerpos sudorosos parecen lanzar chispas. La ciudadela ruge y sacude sus cadenas. Las mujeres se separan, cada una a un lado de las rejas. A medianoche, la directora se une a Karmen en su celda.

## Premios
- Los Angeles Outfest, 2002
- San Francisco International Film Festival, 2002